# Sulamani-Tempel
Koordinaten: 21° 9′ 53,5″ N, 94° 52′ 53,5″ O

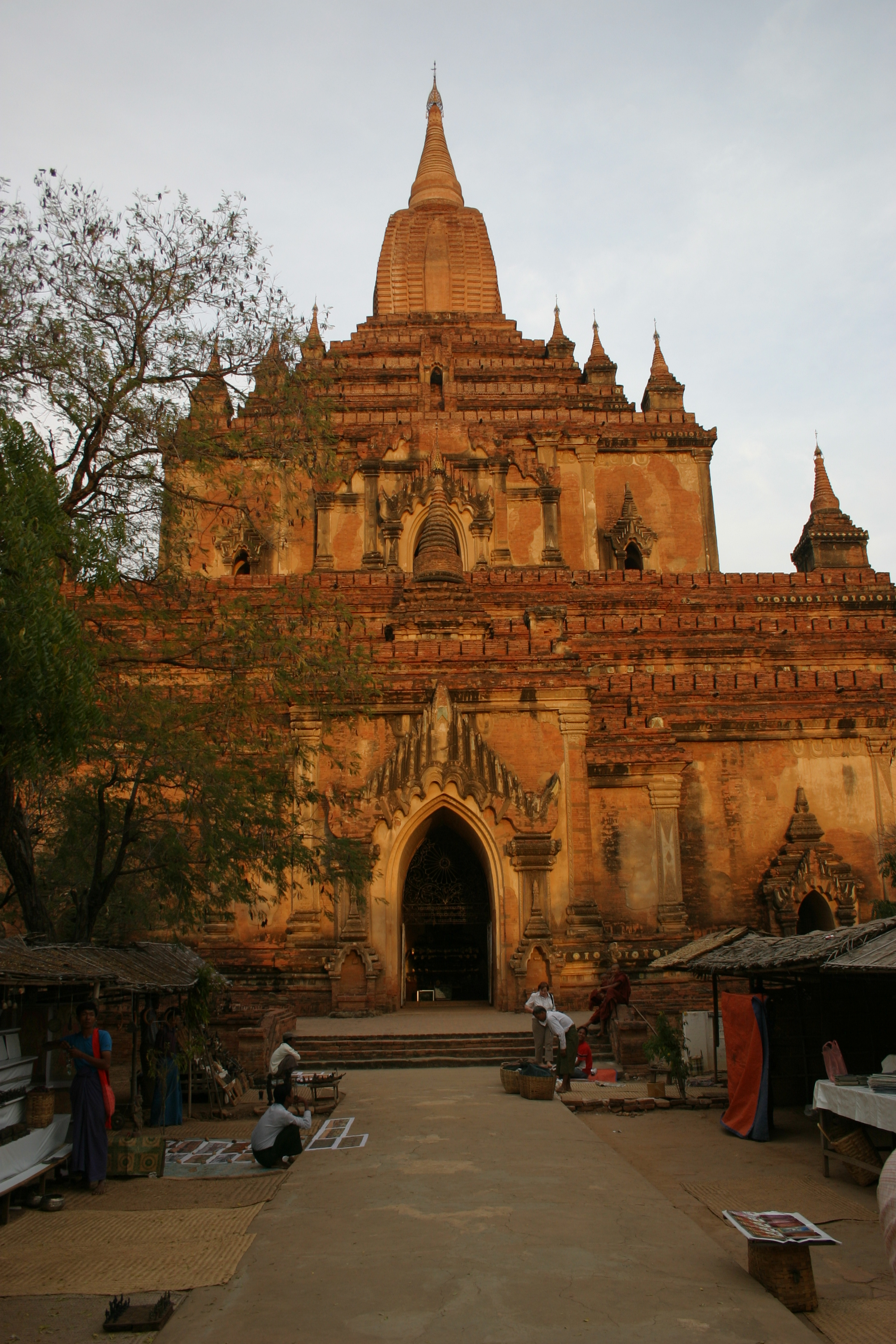
Gesamtansicht

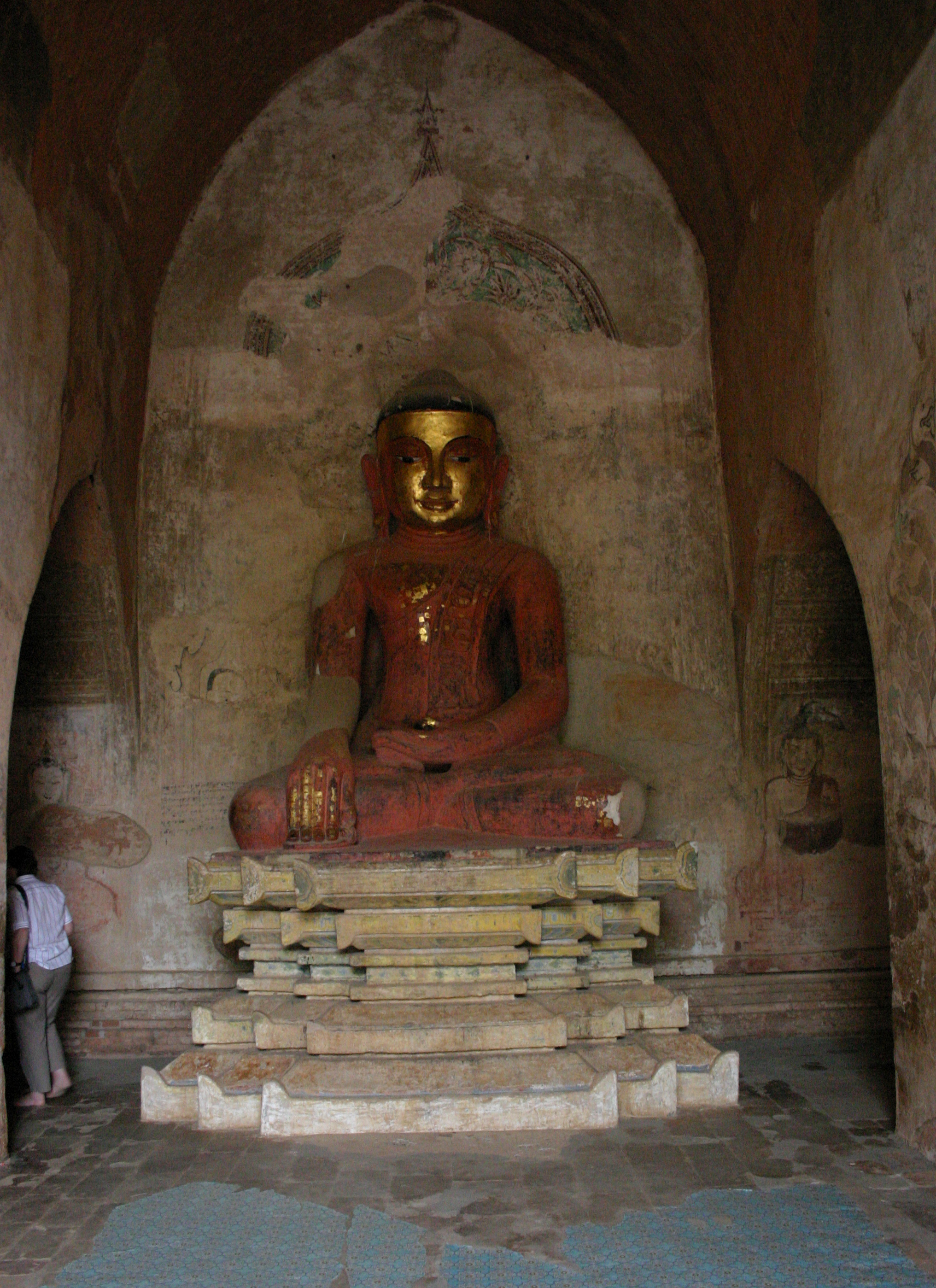
Nische mit Buddha-Statue

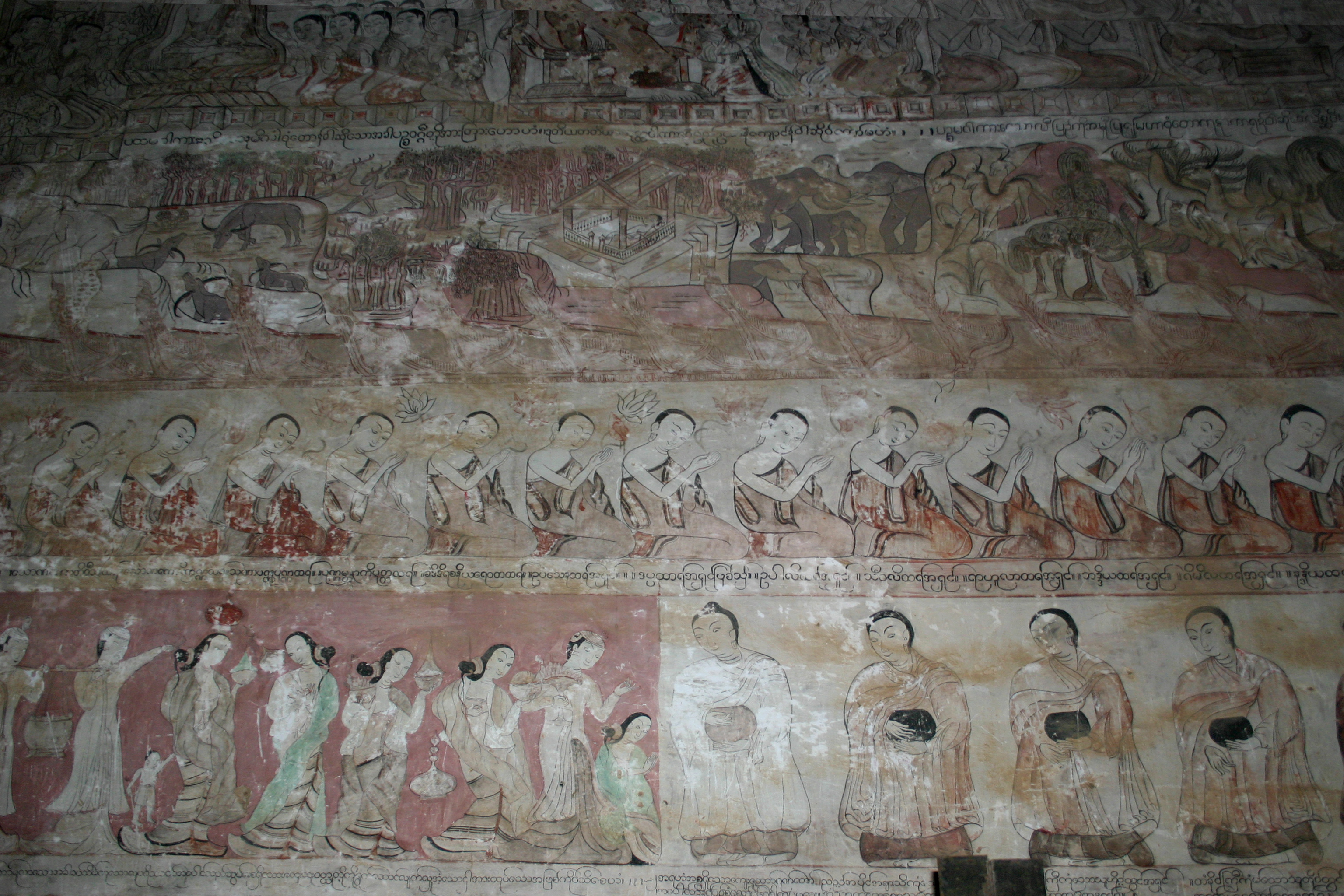
Wandmalerei im Sulamani-Tempel

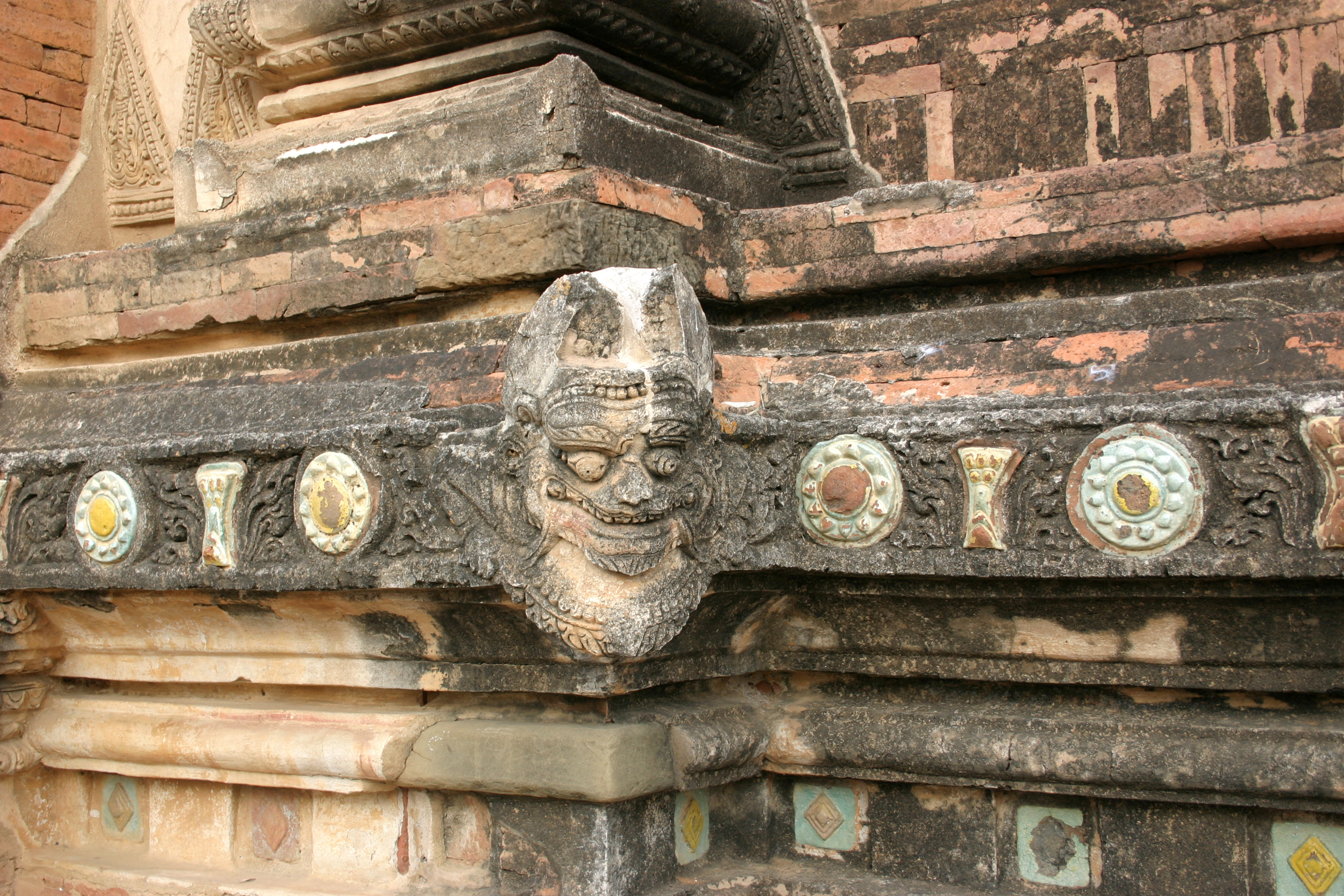
Baudekoration: Stuck und glasierte Kacheln

Der Sulamani-Tempel, Sula-mani (Nr. 748),  ist ein buddhistischer Tempel in Bagan im Norden von Myanmar. Er liegt zwischen Alt-Bagan und dem Dorf Minnanthu und wurde unter König Narapatisithu um 1183 gebaut. Er ähnelt dem Thatbinnyu-Tempel und diente als Vorbild für den Htilominlo-Tempel. Stilistisch ist er noch dem Mon-Typus verpflichtet, hat aber bereits viele Merkmale des birmanischen Stils.

## Beschreibung
Auf dem quadratischen Unterbau sitzen drei Terrassen, darauf folgt der obere Quader mit vier Terrassen, den Abschluss bildet ein nach 1990 wieder errichteter Shikhara. Die Eckpunkte der Terrassen sind mit kleinen Stupas geschmückt. Im Osten ist eine große Vorhalle angebaut, an den anderen Seiten jeweils kleinere. Die massiven inneren Kerne der beiden Geschosse umlaufen Wandelgänge, an deren Wänden teils erhaltene, teils im 19. Jahrhundert erneuerte Malereien zu sehen sind. In Nischen in den vier Haupthimmelsrichtungen sitzen Buddha-Figuren. Beachtenswert sind die teilweise gut erhaltenen Baudekorationen aus Stuck sowie glasierten Kacheln.
Die Umfassungsmauer des Tempelbezirks und ihre Tore sind recht gut erhalten. Hier waren ursprünglich Mönchszellen untergebracht, so dass der Sulamani-Tempel auch als ein bedeutendes Kloster im Bagan König Narapatisithus angesehen werden kann.